# Григорьев, Фёдор Васильевич
Фёдор Васильевич Григо́рьев (21 февраля [5 марта] 1890, Липница, Севский уезд, Орловская губерния, Российская империя — 13 августа 1954, Москва) — русский советский актёр театра и кино. Народный артист РСФСР (1945). Лауреат двух Сталинских премий (1948, 1949).

## Биография
Ф. В. Григорьев родился 21 февраля (5 марта) 1890 года в деревне Липница (ныне Севский район Брянской области). В поисках заработка его семья переехала в Одессу, где будущий артист работал на машиностроительном заводе и пел в любительском хоре. С 1909 года работал в провинциальных театрах. С 1920 года он актёр Одесского железнодорожного театра. Был мобилизован в РККА, служил в прифронтовом театре. В 1924—1933 годах актёр театров Николаева, Краснодара, Ростова-на-Дону, Ярославля, Таганрога, Владикавказа, Ташкента. В 1933—1945 годах — Казанского русского театра; с 1945 года — ГАМТ. Творчество Ф. В. Григорьева отличалось богатством оттенков юмора, психологических и бытовых деталей, мягкостью сценической манеры, токим вкусом, простотой.
Ф. В. Григорьев умер 13 августа 1954 года. Похоронен в Москве на Введенском кладбище (11 уч.).

## Творчество

### Роли в театре
- «Горе от ума» А. С. Грибоедова — Павел Афанасьевич Фамусов
- «Любовь Яровая» К. А. Тренёва — Швандя
- «Ревизор» Н. В. Гоголя — Осип
- «Свадьба Кречинского» А. В. Сухово-Кобылина — Иван Антонович Расплюев

В Казанском театре
- «Горячее сердце» А. Н. Островского — Павлин Павлинович Курослепов
- «Без вины виноватые» А. Н. Островского — Шмага
- «Беспокойная старость» Л. Н. Рахманова — профессор Полежаев
- «Фронт» А. Е. Корнейчука — командующий фронтом Горлов
- «Кремлёвские куранты» Н. Ф. Погодина — Антон Иванович Забелин

В Малом театре
- «Правда — хорошо, а счастье лучше» А. Н. Островского — Грознов
- «Ревизор» Н. В. Гоголя — Городничий
- «Великая сила» Б. С. Ромашова — Милягин
- «Московский характер» А. В. Софронова — Алексей Кирьянович Потапов
- «Калиновая роща» А. Е. Корнейчука — Романюк

### Фильмография
- 1936 — Дубровский
- 1944 — Кащей Бессмертный
- 1947 — Миклухо-Маклай — эпизод
- 1948 — Мичурин — Карташов

## Награды и премии
- орден Трудового Красного Знамени (26.10.1949)
- орден Трудового Красного Знамени (23.06.1940)[4]
- Заслуженный артист Татарской АССР (1936)[1]
- Народный артист Татарской АССР (1939)[1]
- Заслуженный артист РСФСР (1940)[1]
- Народный артист РСФСР (1945)
- Сталинская премия первой степени (1948) — за исполнение роли Милягина в спектакле «Великая сила» Б. С. Ромашова
- Сталинская премия первой степени (1949) — за исполнение роли Алексея Кирьяновича Потапова в спектакле «Московский характер» А. В. Софронова[5]

## Известные адреса
- Казань, Международная ул., дом 10/54, комн. 3[6].